# Сатмари, Элемер
Элемер Сатмари (венг. Szathmáry Elemér; 16 февраля 1926 — 17 декабря 1971) — венгерский пловец, призёр Олимпийских игр.

## Биография
Элемер Сатмари родился в 1926 году в Будапеште. В 1947 году завоевал две бронзовые медали чемпионата Европы. В 1948 году на Олимпийских играх в Лондоне стал обладателем серебряной медали в эстафете 4×200 м вольным стилем.